# ژرژ اونه
ژرژ اونه (به فرانسوی: Georges Ohnet) رمان‌نویس قرن نوزدهم میلادی اهل فرانسه بود.